# Junior Campbell
Junior Campbell (31 de mayo de 1947), nacido como William Campbell Jnr es un compositor, cantautor y músico británico. Fue miembro fundador, guitarrista principal, pianista y cantante del grupo británico Marmalade y coescribió y produjo algunos de sus mayores éxitos, como "Reflections of My Life", "I See the Rain" y "Rainbow".
"Reflections of My Life" ha producido ventas de más de dos millones de unidades. En 1998, Campbell y el coguionista Dean Ford (Thomas McAleese) recibieron una Citación Especial de Logros de la BMI por haber conseguido más de un millón de actuaciones en la radio solo en Estados Unidos. También escribió y produjo sus propios éxitos en solitario, Hallelujah Freedom y Sweet Illusion y "Carolina Days". Campbell también es conocido por componer música para películas y programas de televisión, y como arreglista y productor para muchos músicos, como Barbara Dickson. También es conocido por haber co-compuesto la música y coescrito la letra de 182 episodios y 31 canciones de la serie de televisión infantil Thomas & Friends de 1983 a 2003, incluyendo "The Island Song", "He's A Really Useful Engine", "The Snow Song" y "Accidents Happen", y también por componer la música de Tugs, una serie de televisión infantil de trece partes del mismo equipo de producción que Thomas.

## Primeros años
Campbell nació en Glasgow, Reino Unido. Creció en Springboig, en el extremo este de Glasgow, y fue educado en la escuela primaria Thorntree de Greenfield y en la Academia Eastbank de Shettleston. Su abuelo paterno, Alfredo Cancellari, era un inmigrante italiano nacido cerca de Lucca (Italia), que cambió su apellido por el de Campbell a principios del siglo XX, cuando se instaló en Escocia.
De joven, Campbell tenía un estilo único de tocar la guitarra, por el que, de forma similar a Albert King y Dick Dale, tocaba la guitarra con la mano derecha, la mano izquierda, literalmente al revés, sin cambiar el encordado, (a diferencia de Jimi Hendrix y Paul McCartney, que volvieron a encordar con el encordado convencional), aunque afinaba en la afinación "open E" (Lista de afinaciones de guitarra) en lugar de la afinación estándar de guitarra. Se unió a Pat Fairley para formar The Gaylords, en su decimocuarto cumpleaños en mayo de 1961 (que más tarde se convertiría en Dean Ford & the Gaylords, y luego en Marmalade en 1966), actuando como guitarrista principal, pianista y cantante.

## Carrera

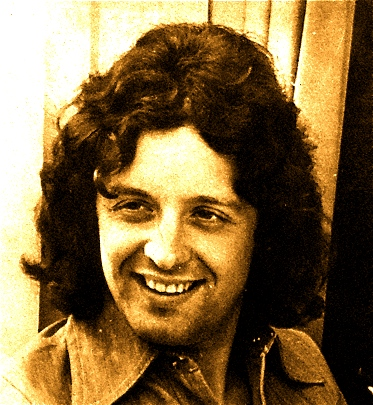
Junior Campbell de joven.

Con Marmalade, coescribió y produjo las multimillonarias "Reflections of My Life", "Rainbow" y "I See The Rain", entre otras, en una línea de éxitos de 1967 a 1971. Cabe destacar el solo de guitarra de Campbell en "Reflections of My Life" y "I See the Rain", este último fue el corte favorito de Jimi Hendrix en 1967.
Durante sus años con Marmalade, la banda utilizó a Keith Mansfield como arreglista orquestal en todos sus primeros éxitos discográficos con CBS, incluyendo "Loving Things", "Wait For Me Mary Ann", "Obladi Oblada", "Baby Make It Soon" y también "Reflections of My Life", cuando la banda se trasladó a Decca, y Campbell estudió de cerca las partituras de Mansfield, quedó tan impresionado con el oficio de arreglar para orquesta, y con el sonido y la pericia de los músicos de orquesta en el estudio de grabación, que esto supuso un importante punto de inflexión en su carrera, hasta el punto de comenzar a arreglar él mismo el acompañamiento orquestal en las sesiones de la banda.
Cansado de las giras, Campbell dejó Marmalade en marzo de 1971.
Durante la década de 1970, publicó dos discos en solitario de su autoría, ambos, "Hallelujah Freedom" (n.º 9) (1972), (con Doris Troy como corista), y "Sweet Illusion" (n.º 15) (1973), llegaron al Top 20 de la lista UK Singles Chart.
A continuación, estudió orquestación y composición con Eric Gilder y Max Saunders en el Royal College of Music y se convirtió en arreglista y productor de discos para muchos artistas tan diversos como Miller Anderson, (Bright City, 1971), Matthews Southern Comfort, Barry Ryan, The Tremeloes, Freddie Starr y Barbara Dickson, arreglando y produciendo su primer sencillo y álbum de éxito, "Answer Me". También arregló y dirigió las actuaciones de Dickson en su primera temporada en la serie de televisión de la BBC The Two Ronnies en 1976.
Campbell ha compuesto música para películas y series de televisión, como la película bélica de 1989 That Summer of White Roses (protagonizada por Tom Conti y Rod Steiger, Susan George y Alun Armstrong); la película de fantasía de 1993 Merlin: The True Story (también conocida como October 32nd, protagonizada por Nadia Cameron-Blakey, James Hong, Richard Lynch y Rodney Wood) y el drama de la BBC Worldwide Television de 1994, ganador del BAFTA, Taking Over the Asylum, protagonizado por Ken Stott, David Tennant y Elizabeth Spriggs.
También compuso la música para la adaptación de la BBC Television de 1998 del misterio de asesinato de Minette Walters The Scold's Bridle, protagonizada por Miranda Richardson, Bob Peck, Siân Phillips, Douglas Hodge, Trudie Styler y Beth Winslet.
Campbell coescribió la música y las letras de la serie de televisión infantil de éxito internacional Thomas the Tank Engine and Friends y TUGS con Mike O'Donnell, componiendo toda la música y las canciones durante el período clásico de las películas de Thomas de 1984 a 2003, pero cuando la propiedad de la producción cambió de manos en 2003, Campbell (y su coguionista) abandonó la serie tras verse envuelto en lo que resultó ser una prolongada disputa legal en una reclamación para recuperar sustanciales derechos históricos con HIT Entertainment, los nuevos propietarios.
Campbell vive cerca de Horsham, en Sussex, con su esposa Susie.
En noviembre de 2013, Junior Campbell - The Very Best Of .... Back Then fue lanzado a través de Union Square Music. Se trataba de un álbum recopilatorio de 32 canciones disponibles para su descarga digital.